# Duospina abolitor
Duospina abolitor är en fjärilsart som beskrevs av Ronald W. Hodges 1966. Duospina abolitor ingår i släktet Duospina och familjen säckmalar. Inga underarter finns listade i Catalogue of Life.